# Łukasz Kaczmarek (biolog)
Łukasz Kaczmarek – polski biolog, dr hab. nauk biologicznych, profesor uczelni Instytutu Biologii Środowiska Wydziału Biologii Uniwersytetu im. Adama Mickiewicza w Poznaniu.

## Życiorys
W 2003 ukończył studia biologiczne na Uniwersytecie im. Adama Mickiewicza, 27 czerwca 2008 obronił pracę doktorską Niesporczaki (Tardigrada) lasów tropikalnych Kostaryki - przenikanie się fauny nearktycznej i neotropikalnej, 23 czerwca 2017 habilitował się na podstawie pracy zatytułowanej Rozmieszczenie niesporczaków (Tardigrada) w Amerykach Północnej, Środkowej i Południowej. Został zatrudniony na stanowisku adiunkta w Instytucie Biologii Środowiska na Wydziale Biologii Uniwersytetu im. Adama Mickiewicza.
Jest profesorem uczelni Instytutu Biologii Środowiska Wydziału Biologii Uniwersytetu im. Adama Mickiewicza w Poznaniu.